# Clinton M. Hedrick
Pour les articles homonymes, voir Hedrick.
Clinton M. Hedrick (1er mai 1918 – 28 mars 1945) était un soldat de l'armée de terre des États-Unis et récipiendaire de la Medal of Honor pour sa bravoure lors de la Seconde Guerre mondiale.
Après avoir rejoint l'armée en septembre 1940 à Riverton en Virginie-Occidentale, il sert en tant que sergent technique dans la 17e division aéroportée. Le 27 mars 1945, il est envoyé près de Lembeck, en Allemagne. Sa compagnie avait pour mission de capturer la ville. Ce jour-là il attaque avec 4 hommes les Allemands retranchés dans le château de Lembeck. Mortellement blessé par un canon automoteur allemand après avoir tenté de se rendre, Hedrick couvre avec succès le retrait de ses hommes. Pour ses actions, il a été décerné à titre posthume la Medal of Honor sept mois plus tard, le 19 octobre 1945.